# 2014 TX115
2014 TX115 est un objet transneptunien faisant partie des cubewanos.